# Giuseppe Missori
Pour les articles homonymes, voir Missori.
Giuseppe Missori (né le 11 juin 1829 à Moscou, en Russie et mort le 25 mars 1911 à Milan) est un militaire et un patriote italien du Risorgimento.

## Biographie
Au cours de sa vie, Giuseppe Missori a participé à de nombreuses batailles pour l'unification de l'Italie : il a combattu lors des cinq journées de Milan (1848), lors de la Seconde guerre d'indépendance (1859), fit partie de l'expédition des Mille (1860) de Garibaldi et était présent à la bataille de l'Aspromonte le 29 août 1862. Juste avant cette bataille, le 3 juillet 1862, sur proposition de Garibaldi, il a été initié en franc-maçonnerie dans la  loge I Rigeneratori del 12 gennaro 1848 al 1860 Garibaldini de Palerme. Il a courageusement sauvé la vie de Garibaldi à la bataille de Milazzo.
Après la réalisation de l'unité italienne, il a vécu à Milan et a occupé le poste de conseiller municipal.
Sur la place que la ville de Milan lui a consacrée se trouve une statue équestre, œuvre de Riccardo Ripamonti.

## Source
- (it) Cet article est partiellement ou en totalité issu de l’article de Wikipédia en italien intitulé « Giuseppe Missori » (voir la liste des auteurs).